# Елізабет Сетон
Елізабет Анна Сетон (англ. Elizabeth Ann Seton), до шлюбу Сетон (28 серпня 1774, Нью-Йорк,  США — 4 січня 1821 Еммітсбург, штат Меріленд, США) — американська абатиса, медсестра, педагогиня, благодійниця та мемуаристка, свята римо-католицької церкви. Засновниця жіночої чернечої католицької конгрегації «Сестри Милосердя святого Йосипа». Перша з двох уродженок США, визнаних католицькою церквою святими (у 2000 році була канонізована Катерина Дрексель).

## Життєпис

### Ранні роки
Елізабет Анна Бейлі народилася 28 серпня 1774 року другою дитиною доктора Річарда Бейлі і Кетрін Чарльтон з Нью-Йорку. Родичі Бейлі і Чарльтон були одними з перших колоніальних поселенців в районі Нью-Йорка, відомими французькими гугенотами, що жили в Нью-Рошель у Нью-Йорку. Пізніше батько працював першим професором анатомії в Колумбійському коледжі і головним санітарним лікарем порту в Нью-Джерсі. Мати була дочкою одного з керівників єпископальної церкви США, що служив у храмі святого апостола Андрія Первозванного на Стейтен-Айленд близько 30 років; Елізабет було прийнято до єпископальної церкви.
Мати померла в 1777 році, коли Елізабет було три роки, можливо в результаті пологів (молодша дитина померла на початку наступного року). Батько одружився з Шарлоттою Амелією Барклай, родичкою Якоба Джеймса Рузвельта. Щоб забезпечити двох дочок, нова місіс Бейлі стала активною в громадській діяльності церкви; відвідувала бідних в їх будинках для розподілу їжі та необхідних речей. У цій праці вона брала з собою й Елізабет.

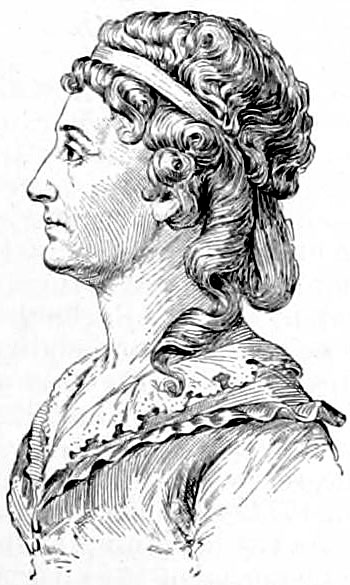
Елізабет Сетон, Епплтонс

У Річарда і Шарлотти було 5 дітей, але шлюб закінчився розлученням внаслідок сімейного конфлікту. Елізабет і її старша сестра Марія Магдалина були покинуті мачухою. Батько вирушив у Лондон для подальших медичних досліджень, а сестри жили тимчасово в Нью-Рошель у дядька по батькові, Вільяма Бейлі, і його дружини, Сари Пелл Бейлі. Елізабет добре говорила французькою, була прекрасною музиканткою і досвідченою наїзницею. Була здатною до самоаналізу, що вбачається з частих записів у її щоденнику.

### Шлюб
25 січня 1794 року, в 19-річному віці, Елізабет одружилася з 26-річним Вільямом Сетоном, заможним бізнесменом, що спеціалізувався на торгівлі імпортними товарами. Шлюб освятив Самуель Провуст, єпископ Нью-Йорка єпископальної церкви. Батько чоловіка, Вільям Сетон (1746—1798), належав до збіднілої дворянської шотландської сім'ї, яка емігрувала до Нью-Йорка в 1758 році, і став співвласником виробництва товарів з заліза в Рінвуді, що у Нью-Джерсі. Він був останнім королівським британським нотаріусом для міста і провінції Нью-Йорк під час війни.
У шлюбі народилися п'ятеро дітей: Анна-Марія (Аніна) (1795—1812), Вільгельм, Річард (1798—1823), Катерина (1800—1891) (була першою американкою, що приєдналася до сестер милосердя) і Ребекка Мері (1802—1816). Вільям, разом зі своїм батьком і братом Джеймсом, був одним із засновників і партнерів в експортно-імпортній торговельній фірмі «Вільям Сетон Company», яка стала «Сетон Компані» в 1793 році. Він товаришував з Філіппо Філіччі, відомим купцем у Ліворно, Італія, з яким його фірма була основним торговим партнером.
Сетони посідали чільне місце в Нью-Йорку і в єпископальній церкві, розташованій на Бродвеї. Елізабет була побожною, перебуваючи під впливом преподобного Джона Генрі Гобарта (1775—1830, згодом єпископа), свого духовного наставника. Елізабет, разом з сестрою чоловіка Ребеккою Мері Сетон (1780—1804), її близькою подругою і довіреною особою, годувала хворих і вмираючих у колі сім'ї, друзів і нужденних сусідів. Елізабет була в числі засновниць і членкинь товариства з надання допомоги бідним вдовам з маленькими дітьми (1797), а також служила скарбницею цієї організації.

### Вдівство і навернення

Будинок Сетонів у Нью-Йорку. Біля нього є сьогодні, в її честь, храм Божої Матері св. Розарію

У 1802 році, внаслідок блокади наполеонівської Франції Великою Британією втрата кількох суден у морі призвела Вільям Сетона до банкрутства. Протягом більшої частини їх подружнього життя Сетон хворів на туберкульоз. Він захворів, лікарі відправили його до Італії у тепліший клімат, Елізабет зі старшою дочкою супроводжують його. Прибули в порт Ліворно, де влада, побоюючись епідемії жовтої гарячки, поширеної в Нью-Йорку, помістила їх в карантин на місяць, де Вільям помер 27 грудня 1803 року і був похований на старому англійському кладовищі в Ліворно.
Елізабет і Анна-Марія були прийняті сім'ями італійських ділових партнерів її покійного чоловіка. Під час перебування в Італії Елізабет зацікавилася католицизмом.
Після повернення до США вона приєднується до католицькій церкви 14 березня 1805 року завдяки отцю Метью О'Браяну, священнику храму св. Петра в Нью-Йорку, тоді єдиного католицького храму в місті. Через рік Сетон отримала право приступати до пресвятої Євхаристії, вперше їй уділеної в архиєпархії Балтимора єпископом Джоном Керроллі, тоді єдиним католицьким єпископом у країні.
З метою підтримки себе і дітей, Сетон відкрила академію для панянок, що було типово для вдів малозабезпеченого соціального стану на той час. Після звістки про її навернення до католицизму, більшість батьків відмовилися віддавати дочок під її опіку в зв'язку з панівними антикатолицькими настроями. Сетон вже збиралася переїхати в Канаду, коли познайомилася з запрошеним священником, абатом Луї Вільям Дуборгом, селезіянином, членом французької емігрантської громади, а потім і керівником коледжу Св. Марії. Селезіани знайшли притулок у США від релігійного переслідування у Франції, і були в процесі створення першої католицької семінарії для США, у відповідності з цілями їх спільноти. Протягом кількох років Дуборг відкрив релігійну школу для задоволення освітніх потреб малих католицьких громад в країні.

### Засновниця школи і громади черниць
Після років боротьби, в 1809 році Елізабет Сетон прийняла запрошення від селезіян і переїхала в Еммітсбург, штат Меріленд. Через рік вона створила безкоштовну школу Св. Джозефа для навчання і виховання католицьких дівчат. Це стало можливим завдяки фінансовій підтримці Самуеля Сазерленда Купера.
31 липня Сетон створила громаду в Еммітсбурзі, призначену для догляду за дітьми бідних і першу спільноту черниць у США. Її школа була першою вільною католицькою школою в Америці. Цей внесок заклав початок створення католицької парафіяльної шкільної системи в Сполучених Штатах. Спільнота черниць спочатку мала назву «Сестри милосердя Св. Йосипа», з цього моменту Елізабет стала відома як «Мати Сетон». В 1810 році сестри прийняли правила, написані святим Вінсентом де Полем для Сестер Милосердя у Франції.
Мати Сетон описана як чарівна і культурна леді. Її розрив з близькими й знайомими в Нью-Йорку та соціальний тиск з метою примусити її покинути нове життя, яке вона обрала для себе, не зупинили її від слідування власному релігійному покликанню. Хоча вважається, що найбільші труднощі, з якими  стикалася Елізабет Сетон, були викликані смертями двох її дочок, інших близьких, зокрема молодих сестер в громаді, також з непорозуміннями й міжособистісними конфліктами. 
Елізабет Сетон померла від туберкульозу 4 січня 1821 року в 46-річному віці. Її останки поховані в храмі святої Елізабет у місті Еммітсбург.

## Спадщина

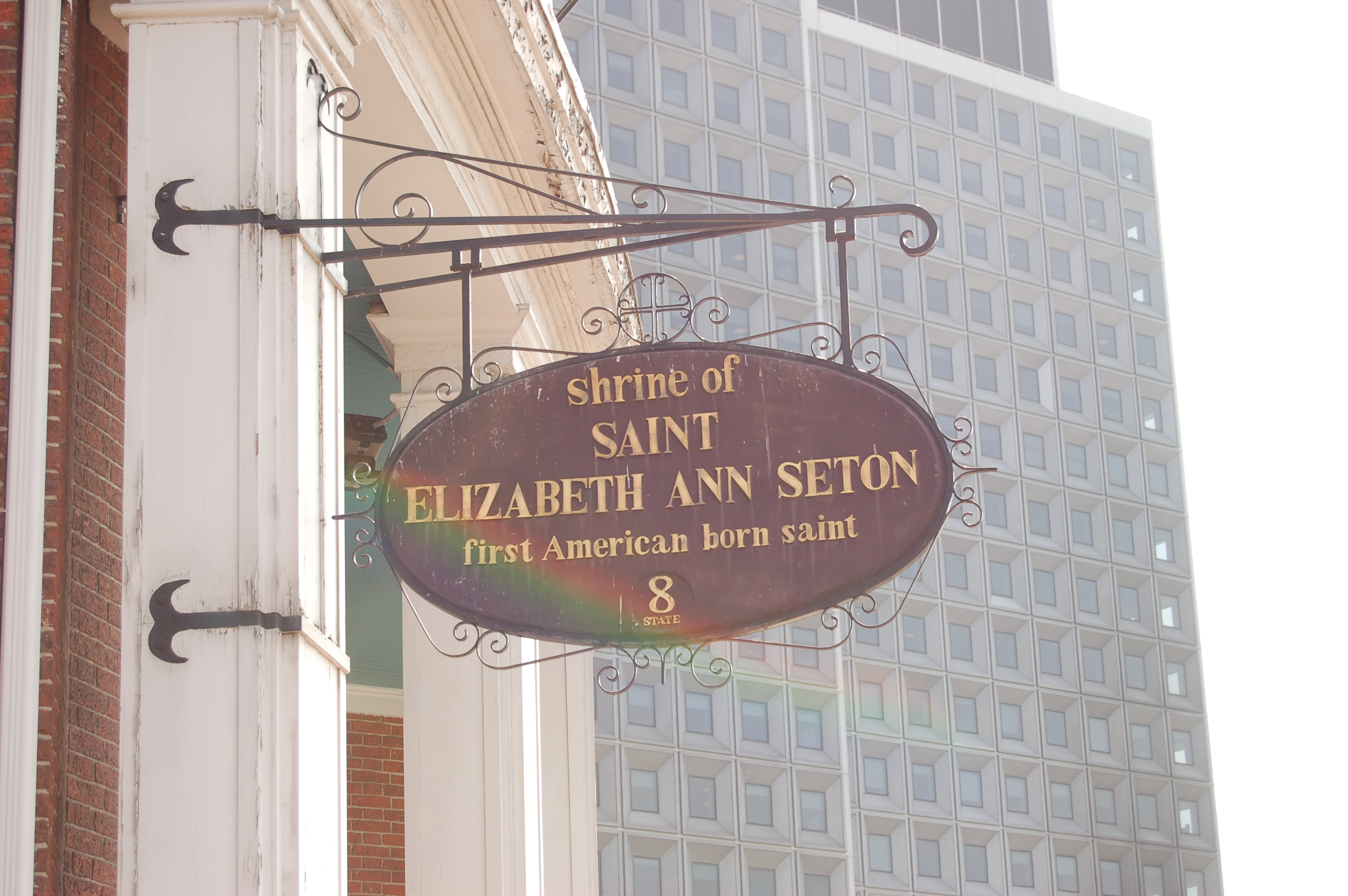
Пам'ятна табличка про святу Елізабет Сетон на її будинку в Нью-Йорку

Елізабет Сетон була глибоко віддана церкві, Євхаристії, Діві Марії і молитві (23-й псалом був її улюбленою молитвою всього її життя). Вона була жінкою молитви і служби. Її початковим наміром було приєднатися до Дочок Милосердя св. Вінсента де Поля, але блокада Франції через Наполеонівські війни не дозволила цьому здійснитися. Це відбулося тільки кілька десятиліть по тому, в 1850 році, коли спільнота Еммітсбурга злилася з монашою спільнотою з Франції, ставши їх американським відділенням, як хотіла їх засновниця.

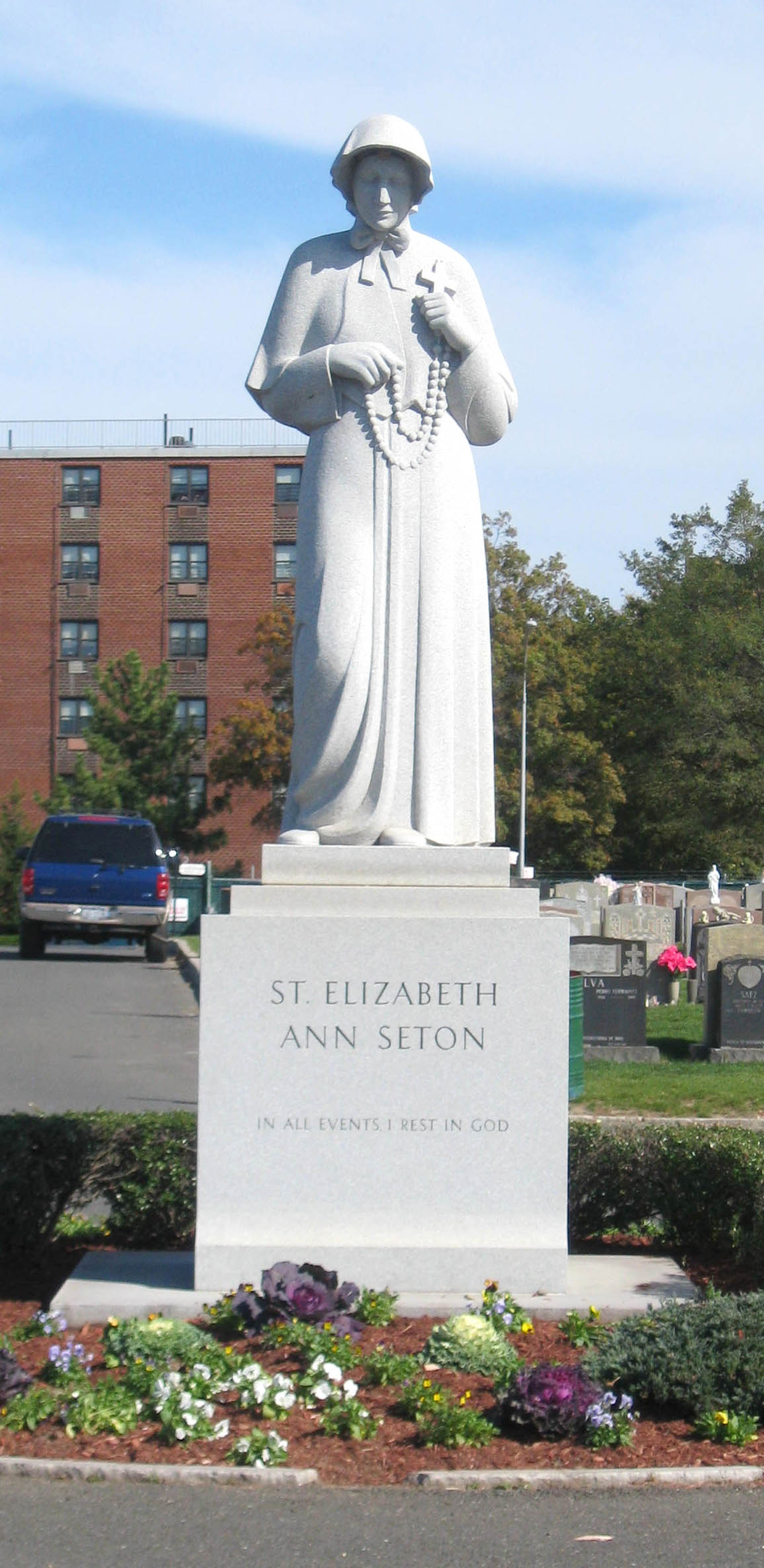
Статуя на кладовищі св. Раймонда,Бронкс, Нью-Йорк

Сьогодні існує шість окремих релігійних громад, що мають витоки від сестер милосердя в Емітсбурзі. Крім співтовариства сестер в Еммітсбурзі, вони є в Нью-Йорку, в Цинциннаті (Огайо), в Галіфаксі, в Нью-Джерсі і в Грінсбургу, (Пенсільванія).
Школа у Фронт Роял, Вірджинія, отримала назву Св. Елізабет Сетон. Ряд католицьких церков також названі ім'ям Матері Сетон: парафія в Крофтоні, штат Меріленд, створена в 1975 році, в архиєпархії Балтімора, те ж саме і в єпархії, в якій вона заснована Академію святого Йосифа і безкоштовну школу.
Елізабет Сетон допомогла стати семінаристом ірландському емігранту-садівнику Джону Г'юзу (який не зміг скласти вступні іспити), майбутньому відомому й успішному католицькому архієпископу Нью-Йорка, публіцисту, апологету і знаному серед вчених релігієзнавцеві.

### Канонізація
Елізабет Сетон зарахована до лику блаженних Папою Іваном XXIII 17 березня 1963 р. Папа Римський тоді сказав: «У будинку, який був дуже невеликим, але з достатнім простором для благодійності, вона посіяла насіння в Америці, з якого Божественною благодаттю виросло велике дерево». Папа Павло VI  канонізував її 14 вересня 1975 р. у церемонії на площі святого Петра. За його словами, «Елізабет Сетон є свята. Є Елізабет Сетон святою американською. Кожен з нас скаже це з особливою радістю, і з наміром шанування землю і націю, від якого вона виникала як перша квітка в календарі святих. Елізабет Сетон була цілковитою американкою! Радійте вашій славній доньці. Пишаєтеся нею. І знайте, як зберігати її плідну спадщину.»